# Etex Germany Exteriors
Die Etex Germany Exteriors GmbH ist ein deutsches Unternehmen, das bis zum 1. Oktober 2020 unter dem Namen Eternit GmbH firmierte. Sie ist ein Tochterunternehmen der Etex Group S.A. mit Sitz in Brüssel. Der Unternehmenssitz ist in Beckum. Die Etex Germany Exteriors GmbH vertreibt unter den drei Marken Equitone, Cedral und Eternit Produkte und Systemlösungen für Dächer, Fassaden und Terrassen aus Faserzement.
Eternit ist der bekannteste Markenname für durch Asbestbelastungen gesundheitsgefährdende Faserzementprodukte (z. B. Platten für Dach und Fassade, Rohre, Blumenkästen). Seit 1993 sind der Abbau und die Verwendung von Asbest in Deutschland verboten. Alle Produkte der Etex Germany Exteriors GmbH werden asbestfrei hergestellt.

## Geschichte

### Anfänge von Ludwig Hatschek in Österreich

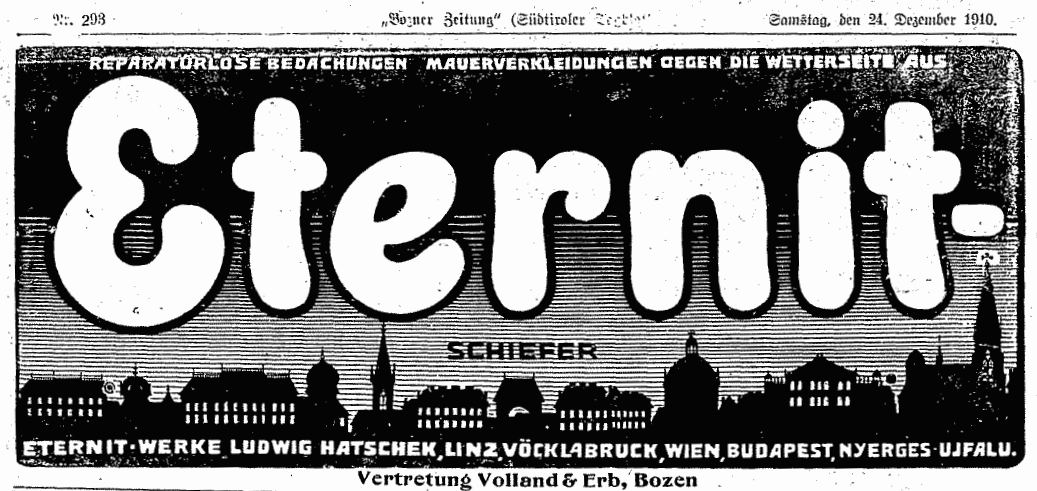
Werbeschaltung für Eternit-Schiefer in der Bozner Zeitung, 1910

Die hochfesten Faserzementplatten wurden von dem Österreicher Ludwig Hatschek erfunden und im Jahre 1900 als Verfahren zur „Herstellung von Kunststeinplatten mit hydraulischen Bindemitteln“ zum Patent angemeldet. Im Jahr 1903 bekam das Produkt den Markennamen Eternit. Der Werkstoff Faserzement wurde 1904 in Deutschland eingeführt.
Sieben Jahre lang forschte Hatschek nach einem feuerfesten Produkt für Dacheindeckungen, das leichter und haltbarer als Ziegel, billiger und universeller als Schiefer und beständiger als Blech sein sollte. Nachdem er mit Portlandzement – einer Mischung aus gebranntem Kalkstein, Wasser und Sand – das richtige Bindemittel gefunden hatte, gelang es ihm eine feuerfeste, frostbeständige, leichte Platte als dauerhaftes Dacheindeckungsmaterial zu fertigen. Hatschek begnügte sich im Allgemeinen mit Einkünften aus Lizenzgebühren und verkaufte Lizenzen für das Verfahren weltweit, ohne im Ausland eigene Werke zu errichten (Ausnahme: Nyerges Ujfalu bei Gran in Ungarn). Bereits 1910, nur ein Jahrzehnt nach der Patentierung, gab es Eternit-Fabriken unter anderem in Frankreich, der Schweiz, Deutschland, Österreich (Eternit-Werke), Ungarn, Belgien, Niederlande, Portugal, Italien, Großbritannien, Schweden, Dänemark, Rumänien, Russland, den USA und Kanada.

### Vorkriegs- und Kriegsjahre der Deutsche Asbestzement AG (DAZAG) in Berlin
1929 gründete sich die Deutsche Asbestzement AG (DAZAG) in Berlin, die mit einem seinerzeit beachtlichen Startkapital von 4 Millionen Reichsmark startete und an der sich Hatschek über seine Vöcklabrucker Eternitwerke mit 10 % beteiligte. Den größten Teil des Aktienkapitals der DAZAG stellte die Familie Schmidheiny über ihre belgische Eternit AG.
Die Familie Schmidheiny war bereits früher über ihr Unternehmen „Holderbank“ Lieferant der Schweizer Eternit AG für Zement, bevor sie sich an ihr beteiligte (1920) und darüber Anteile an der belgischen Eternit AG übernahm (1922). Die wachsende Zahl der Eternit-Beteiligungen bündelten die Schmidheinys in ihrer Schweizer Holding „Amiantus AG“. Das belgische Eternit-Geschäft bauten die Familien Schmidheiny und Emsens über eine bereits 1905 von Alphonse Emsens erworbene Hatschek-Lizenz auf, bevor sie die DAZAG in Berlin etablierten.
Die DAZAG nahm vergleichsweise schnell eine marktbeherrschende Stellung ein. Ab 1935 expandierte sie während des ökonomischen Aufschwungs deutlich (Marktanteil 1938: 54 %; 1100 Beschäftigte). Von 1939 bis 1962 war Hugo Buschmann (1899–1983) der Vorsitzende des Vorstands der Eternit AG. Von 1962 bis 1968 war er Mitglied des Aufsichtsrats. 1963 wurde der seit 1955 als Technischer Direktor und Vorstandsmitglied bei Eternit tätige Ingenieur Heinz Pösch (* 1920 in Berlin) Vorstand.
Eine restriktivere Devisenbewirtschaftung erschwerte und begrenzte die Rohstoffbeschaffung aus dem Ausland (u. a. Kanada, Südafrika, frühere Sowjetunion). Max Schmidheiny äußerte später, dass die Familie nach dem Kriegsbeginn 1939 einige ihrer Mittel „in anderen geographischen Regionen einsetzte“, um nicht wieder ganz von vorne anfangen zu müssen. Die DAZAG produzierte in diesem Jahr 4,4 Millionen m² und stieg damit zum größten Hersteller auf. Zu Kriegsbeginn wurden große Teile der Asbestbestände beschlagnahmt. Die Beschäftigtenzahl reduzierte sich bis Mitte 1940 auf 380. Für „kriegswichtige Zwecke“ wurden vor allem Beton-Barackenteile oder Luftschutztüren produziert werden. Den Brüdern Max und Ernst Schmidheiny war es von der Schweiz aus möglich, mit Deutschland und den Alliierten Geschäfte zu betreiben und die Produktion trotz der bestehenden Knappheiten fortführen zu können.
Teile der Betriebsanlagen fielen zwangsweise an die Luftwaffe („Gesellschaft für Luftfahrtbedarf GmbH“) und das Flugzeugreparaturwerk Rudow. Rohstoffe wurden immer knapper, die Suche nach Substituten blieb weitgehend erfolglos. 1943 lud das Reichsamt für Wirtschaftsausbau zusammen mit der Reichsstelle Kautschuk u. a. AEG, Degussa, Deutscher Normenausschuss, Heereswaffenamt, Rüstungsministerium, Fachgruppen, technische Hochschulen und das Kaiser-Wilhelm-Institut für Silikatforschung zu einer Tagung „Asbest“ ein, bevor die Rohasbestverarbeitung für zivile Zwecke verboten wurde. Die DAZAG hatte bereits 1939 bei ihren Substitutionsversuchen die sog. „Durnat“-Platten (mit Zement vermischtes Zellulosegemisch) entwickelt (Anteil 1939: 4,6 % der eigenen Produktion; 1943: 100 %).

### Nachkriegsjahre der DAZAG und Umwandlung in die Eternit AG

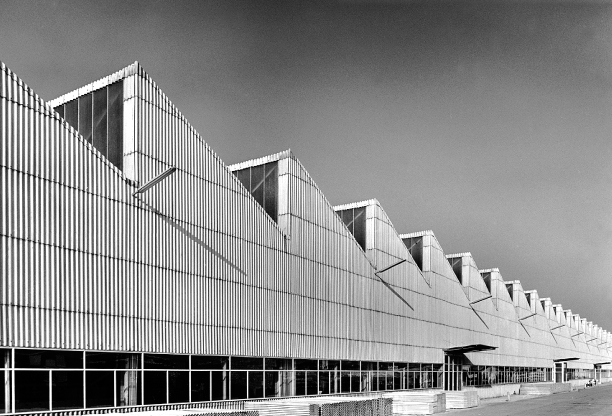
Eternit-Werk in Heidelberg von Ernst Neufert (1954)

Die kriegsbedingt eingestellte Produktion der DAZAG wurde 1949 wieder aufgenommen, bevor eine Umbenennung in Eternit AG erfolgte. In der Folge entstanden neue Werke in Heidelberg (1954), Neuburg an der Donau (1960) und Neubeckum/Westfalen (1962). 1975 wurde das Werk Neuss in die AG integriert.

### Streit mit der „Bonner Bürokratie“
Am 23. Februar 1954 beantragte die Eternit AG in Berlin-Rudow aus FOA-Mitteln für die Berliner Wirtschaft bei der Bundesregierung einen Investitionskredit in Höhe von 3,6 Millionen DM, reduzierte den Betrag dann allerdings auf 2,8 Millionen DM. Zuvor hatte Eternit bereits mehrere ERP-Kredite erhalten. Das Bundeswirtschaftsministerium (BMWI) zeigte eine ablehnende Haltung und begründete dies mit der seinerzeitigen marktbeherrschenden Stellung. Beschlüsse wurden immer wieder vertagt. Eternit wehrte sich am 6. Oktober 1954 mit einer an den regierenden Bürgermeister, Abgeordnete des Bundestages und Abgeordnete des Berliner Abgeordnetenhauses gerichteten und veröffentlichten Denkschrift „Betr.: Verhinderung des Wiederaufbaus des Eternitbetriebes Berlin-Rudow durch das Bundeswirtschaftsministerium“. Das BMWI vertrat die Auffassung, dass Eternit alle anderen Unternehmen ohne Rücksicht auf die Kostenlage unterbiete und machte dem Unternehmen den Vorwurf der Kapitalflucht. Dies solle nicht zusätzlich durch öffentliche Mittel gefördert werden. Diese insbesondere aus Konkurrenzunternehmen verlauteten Vorwürfe seien allerdings nicht ausschlaggebend für die Ablehnung gewesen. Bedenklich sei die Art, wie Eternit versuche seine Forderungen durchzusetzen, etwa mit einem Plakat am Eingangstor des Berliner Werks: „Die Remontage des Eternit-Werkes Berlin-Rudow wurde mit ERP-Mitteln gegen den Widerstand des Bundesministeriums für Wirtschaft durchgeführt. Was unvollendet bleibt, verdankt Berlin der Bonner Bürokratie.“ Der Vorstandsvorsitzende von Eternit Heidelberg habe zudem geäußert, dass Eternit in Berlin zu bleiben gedenke, „wenn das Bundesministerium für Wirtschaft sie nicht aus Berlin vertreibe“. Das BMWI erwog eine Beleidigungsklage. Auch Vizekanzler Franz Blücher (Bundesminister für wirtschaftliche Zusammenarbeit; FDP) missbilligte das Verhalten der Eternit AG. Es bestehe ein Missverhältnis zwischen Umsatzzahlen und Umlaufvermögen. Es müsse korrekt geprüft werden, da auch die Amerikaner mit der Sache befasst seien. Der Bundesminister für Arbeit wies auf das Missverhältnis zwischen der Kreditsumme und den damit nur zu gewinnenden 150 Arbeitsplätzen hin. Positiv bewertet wurde das Verlegen der Verwaltung von Hamburg nach Berlin. Mit Schreiben vom 24. Januar 1955 zog Eternit seinen zwischenzeitlich auf 2,8 Millionen DM reduzierten Antrag zurück.

### Gesundheitsgefährdende Wirkung von Asbestfeinstaub
Eingeatmeter Asbeststaub kann Krebs und Asbestose (Vernarbung des Lungengewebes) hervorrufen. Dies ist seit den 1930er-Jahren bekannt und Asbestose seit 1934 als Berufskrankheit anerkannt. Die Gefährlichkeit von Asbest hängt u. a. von Gestalt und Größe der Fasern sowie deren Biobeständigkeit ab. Diese Faktoren sind wiederum von der Art des Asbests, der Kristall- sowie der Faserstruktur abhängig. Neben den auch von Eternit hergestellten Faserzementprodukten (Fassadenplatten, Wellplatten zur Dachdeckung, Rohre und Blumenkästen) ist Asbest in privaten Haushalten auch in Fensterbänken, Wärmedämmungen, Elektrogeräten (Haartrockner, Toaster, Elektrospeicherheizgeräte etc.), Heizkörperverkleidungen, Dichtungsschnüren (von Öfen, Kaminen oder Herden), Bremsbelägen (Autos, Aufzüge etc.), Leichtbauplatten aus der ehemaligen DDR (z. B. in Bädern verwendet) oder Kunststoff-Bodenbelägen mit spezieller Faserverstärkung (sog. Floor-Flex- oder Cushion-Vinyl-Beläge). Fest gebundene Asbestprodukte (z. B. Asbestzement) setzen Fasern innerhalb des Verwitterungsprozesses und bei Auflösung der Bindung frei. Schwach gebundene Asbestprodukte (z. B. Pappen, Schnüre, Leichtbauplatten etc.) geben Asbestfasern ständig ab. Die Bindung von Asbest kann beim Ausbau (z. B. Sanierung) zerstört und Fasern dadurch freigesetzt werden. Auch Bohren, Bürsten, Brechen, Sägen oder andere mechanische Bearbeitungsformen setzen Asbestfasern frei und können zu massiven Gesundheitsgefahren führen. Menschen, die in den 1960er- und 1970er-Jahren den Asbestfasern ausgesetzt waren, bilden erst 40 bis 50 Jahre später in größerer Zahl Krebs aus. Vom Einatmen der Faser bis zur Krebserkrankung vergehen zwischen 10 und 60 Jahren. Zwischen 2005 und 2015 wird der Höhepunkt asbestbedingter Todesfälle erwartet. Es wird mit weltweit rund 160.000 Todesfällen gerechnet.

### Umgang mit den Auswirkungen in der Gesellschaft und bei Eternit
1974 trat Stephan Schmidheiny in das Familienunternehmen Eternit AG in Niederurnen (Schweiz) als Verkaufsleiter ein. 1976 übernahm er von seinem Vater Max Schmidheiny die Gesamtleitung der Schweizerischen Eternit-Gruppe SEG.
1976 wurde die gesundheitsgefährdende Wirkung von Asbestfeinstaub nachgewiesen und umgehend Maßnahmen zum Gesundheitsschutz in Herstellung und Verarbeitung ergriffen. Im Zenit des Eternit-Erfolges angekommen, erkannte Stephan Schmidheiny die negative, sich verstärkende Grundstimmung zu Asbest und dass seine Eternit-Unternehmungen durch das Zusammenwirken von Politik, Medieneinflüssen und den daraus „genährten hysterischen Erscheinungen“ beendet werden könnten. Er gab die bisherige Abwehrhaltung auf, ließ nach Substituten forschen und es gelang innerhalb von vier Jahren, neue Fasermischungen bis zur Produktreife zu entwickeln. 1978 gab Schmidheiny als Verwaltungsratspräsident bekannt, vollständig auf Asbest verzichten zu wollen.
1980, weit vor dem seit 1993 in Deutschland und dem seit 2005 europaweit geltenden Asbestverbot, hat die Eternit AG in Deutschland mit der Fertigung von asbestfreien Faserzementprodukten begonnen. Der Wirtschaftsverband „Asbestzement“ entschloss sich 1980 unter dem zunehmenden öffentlichen Druck mit der Bundesregierung in einem „ersten freiwilligen Branchenabkommen“ bis 1986 den Asbestanteil für ihre Hochbauprodukte um 30–50 % stufenweise zu senken. Ein zweites Abkommen sah vor, Asbest bis Ende 1990 in ihren Hochbauprodukten vollständig zu ersetzen.
Ende 1980 war eine Studie des Umweltbundesamtes über die tödlichen Gefahren von Asbest erschienen. Der Betriebsrat der Eternit AG hatte bereits zuvor ein Warnschreiben an Arbeitsminister Ehrenberg verfasst und wies auf bis zu 1000 gefährdete Arbeitsplätze hin, wenn das Umweltbundesamt ein Verbot von Asbest empfehlen würde. Innerhalb von nur wenigen Wochen sank der Umsatz in einer zweistelligen Größenordnung, so der damalige Eternit-Chef Wolf Lehmann in einem Spiegel-Interview. Drastische Absatzeinbußen verzeichneten auch die Konkurrenten Wanit, Fulgurit, Toschi und Kolbermoor. Architekten und Bauingenieure waren der Warnung der Studie gefolgt, änderten bereits ausgezeichnete Baupläne auf asbestfreie Alternativen ab, Bauherren und -gesellschaften reagierten ebenfalls mit einem Verwendungsstopp und stornierten frühere Bestellungen, und Mieter in Heidelberg stellten aus Protest gegen die tödliche Gefahr die Mietzahlungen ein, weil die Wohnsiedlung mit Asbestzement verkleidet war.
In Deutschland verarbeiteten Baustoffunternehmen fast zwei Drittel der jährlich rund 160.000 Tonnen Asbest, doch auch für Brems- und Kupplungsbeläge in Autos, Dichtungen in Rohrleitungssystemen von Kraftwerken und Chemieanlagen, Filter in der Getränkeindustrie und in der Pharmaproduktion, in Öfen und Heizkesseln, in Schiffen und in Stahlkonstruktionen von Hallen und Häusern, in Schutzkleidungen oder in Straßendecken wurde Asbest verwendet. Selbst Blumenkästen aus Asbest waren nicht mehr verkäuflich. Gerhart Rudolf Baum, der damalige FDP-Innenminister, hätte Asbest gerne unmittelbar verboten, Sozial- und das Wirtschaftsressort ließen jedoch nur kleine, schrittweise Veränderungen zu, sodass ab 1984 nur Produkte verboten wurden, die für rund 10–20 % des vormals produzierten Asbestvolumens standen. Gleichwohl setzte Eternit 1981 sechzehn Prozent weniger um als im Vorjahr, erlitt einen Verlust von sechzig Millionen Mark und entließ mit 1300 Personen rund ein Drittel der Belegschaft, darunter auch der Vorstandsvorsitzende Lehmann. Der Geschäftseinbruch ging jedoch nur zur Hälfte auf die Asbestprobleme, zur anderen Hälfte auf die Flaute am Bau zurück. 1982 reduzierte sich der Umsatz um zwölf Prozent bei einem Verlust von sechzig Millionen Mark.
Im Februar 1982 wurde eine 8-Punkte-Vereinbarung zwischen dem Bundesinnenministerium und dem Wirtschaftsverband Asbestzement bekannt, mit dem sich die fünf Verbandsmitglieder im Kern zu einer stufenweisen Asbestsubstitution verpflichten: "
1. Beginnend mit dem Jahr 1982, Reduktion des Asbestgehalts in Asbestzementprodukten um 30–50 % innerhalb der nächsten 3–5 Jahre.
2. Minderung des Asbestgehalts im Jahr 1982 um 15 % im Schnitt der gesamten Produktpalette.
3. Jährliche Unterrichtung der Bundesregierung über den erreichen Substitutionsfortschritt.
4. Bis 1. Juli 1982 Vorkonfektionierung von 95 % aller Produkte, um die Notwendigkeit ihrer weiteren Bearbeitung (Zuschneiden, Bohren etc.) zu vermeiden.
5. 80–85 % aller Hochbauprodukte und 95 % aller Tiefbauprodukte werden bereits beschichtet, um Probleme der Abwitterung und des Abriebs zu vermeiden.
6. Keine Belieferung mehr von „Hobbyläden“, sondern nur noch an den Fachhandel, um eine Information des Verbrauchers über die fachgerechte Bearbeitung zu gewährleisten.
7. Selbstverpflichtung zur Unterstützung eines ausschließlichen Einsatzes staubarmer Bearbeitungsgeräte sowie eingehende Information für das verarbeitende Gewerbe.
8. Kennzeichnung der Verpackungen sowie Verfügbarmachen von Informationsmaterial."

Ab Mitte der 1980er-Jahre lieferte Eternit die Hälfte seiner Produktion asbestfrei aus. Erst seit 1990 sind alle für den Hausbau hergestellten Eternit-Produkte asbestfrei. 1996 fiel der Umsatz von 673 auf 593 Millionen Mark.
Auch nach der Umstellung von der natürlichen Asbestfaser auf eine organische, synthetische Kunstfaser im Jahr 1980 blieb das Verfahrensprinzip unverändert. Noch heute werden die Faserzementtafeln im Hatschek-Verfahren auf gleichnamigen Maschinen produziert. Erst im Jahr 1992 wurde in Deutschland im Hochbau die Anwendung von Asbest verboten. Häufig wurden asbestfreie Produkte anschließend mit dem Herstellungsdatum sowie mit dem Kürzel AF (für asbestfrei) gekennzeichnet.

### Entwicklung seit den 1980er-Jahren mit dem Ausstieg von Stephan Schmidheiny
Anfang der 1980er-Jahre erwirtschaftete die deutsche Eternit AG erhebliche Verluste, entließ 1150 Beschäftigte (ein Drittel der Belegschaft) und stellte ihr Produktprogramm um. Rückstellungen für Rücknahme und Entsorgung der von Asbest verseuchten Waren zehrten am Stammkapital. Sie war zu dieser Zeit vom Konkurs bedroht, da die aus früheren Erfolgszeiten gebildeten Nachkriegsreserven aufgezehrt waren. Den Zusammenbruch verhinderten u. a. die Entwicklungen der Schweizer Ametex AG in Form von Fasern aus Polyvinylalkohol (PVA, Kuralon) und Polyacrylnitril (Dolanit), durch die Gesundheitsgefahren reduziert sowie der Unternehmenserfolg und Arbeitsplätze erhalten werden konnten. Mit der Produktion von Betondachsteinen und Holzzementplatten wurde 1981 begonnen. In diesem Jahr übernahm Eternit die Klaus Esser AG, einen Hersteller von Flachdachelementen.
1984 vollzog Max Schmidheiny eine Erbteilung. Stephan Schmidheiny erhielt die Schweizerische Eternit-Gruppe (SEG), Bruder Thomas Schmidheiny erhielt die im Zementgeschäft tätige Holderbank AG (heute Holcim). Stephan Schmidheiny zog sich 1989 aus den Eternit-Geschäften zurück, verkaufte seine Anteile an der Schweizer Eternit AG vollständig an seinen Bruder Thomas, dem Eigner der Eternit Belgien. Die Schweizer Eternit wurde 1989 in die von Familie Schmidheiny beherrschte Holderbank AG (heute Holcim) eingegliedert.

### Entwicklung seit den 1990er-Jahren innerhalb der Holding der Etex Group
1990 gründete sich aus Eternit Belgien heraus die in Brüssel ansässige Etex Group S.A als Holding für die internationalen Aktivitäten, zu der seither auch die deutsche Etex Germany Exteriors GmbH gehört.

### Entwicklung seit 2000 – Hauptverwaltung Heidelberg

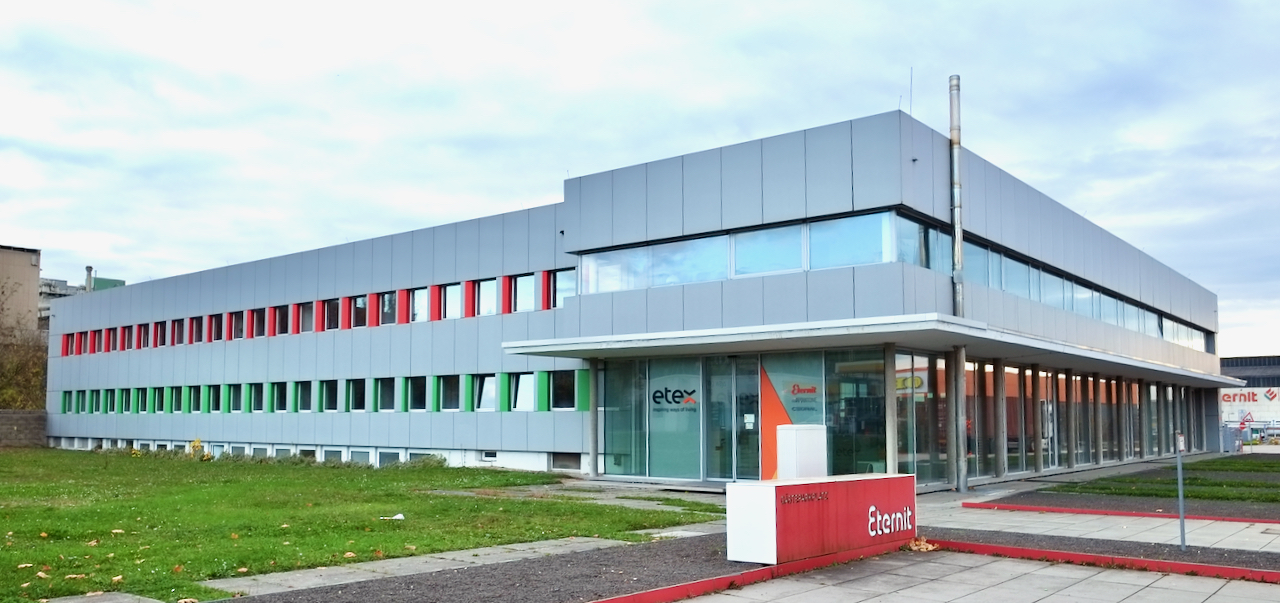
Hauptverwaltung

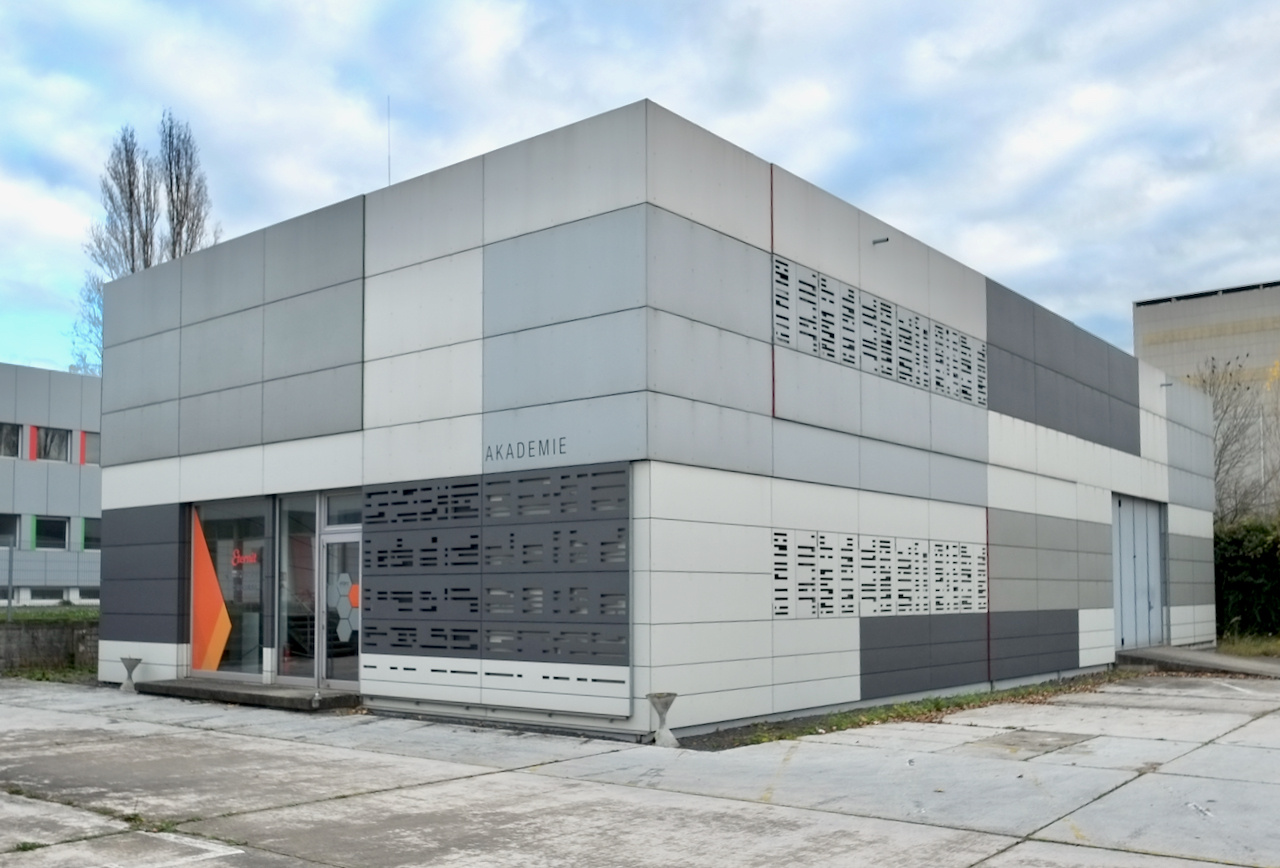
Eternit-Akademie

Das Fulgurit-Werk Luthe in Wunstorf wurde im Jahr 2000 übernommen, fusioniert und Ende 2003 geschlossen. Zurückgeblieben ist eine Halde mit 170.000 Tonnen Asbestschlämmen, deren Abtransport auf Deponien in Mecklenburg-Vorpommern im Jahr 2012 wegen der hohen Umweltgefahren untersagt wurde.
Die Hauptverwaltung der Eternit AG wurde 2003 nach Heidelberg verlegt. 2007 wurde die Eternit Akademie als Fortbildungseinrichtung für Architekten, Händler, Verarbeiter und Wohnungswirtschaft gegründet, um Werkstoff- und Produktkenntnisse, Entwicklungstrends und Praxistipps zu vermitteln. 2010/2011 wurde ein neues Schulungsgebäude errichtet.
2010 wechselte der bisherige Vorstandsvorsitzende Udo Sommerer in den Vorstand der Etex-Holding. Auf ihn folgte Johan Deburchgrave. Beide starteten den Eternit Zukunftsdialog zur Nachhaltigkeits-Initiative 2020. Eternit übernahm im Rahmen der internationalen Schülerinitiative „Plant for the Planet“ die Patenschaft für einen Klimabotschafter (Kinder bilden andere Kinder aus, um Vorträge zu halten und Pflanzaktionen zu organisieren), wollte 2020 Bäume pflanzen und setzte sich für weitere soziale und kulturelle Projekte ein.
2012 erhielt die Eternit AG im Rahmen des Projektes „Umwelt- und Sozialverantwortung bei Markenherstellern“ vom Bundesverband Die Verbraucher Initiative e. V. den Titel „Nachhaltiger Hersteller 2011“ in Silber.
2014 übernahm Udo Sommerer erneut den Vorstandsvorsitz der Eternit AG. Der bisherige Eternit Vorstand Johan Deburchgrave wurde neuer Direktor des Etex-Forschungs- und Entwicklungs-Centers Redco in Brüssel.
Zum 11. Mai 2016 wurde die AG zur GmbH umgewandelt. Nach sieben Jahren im Vorstand trat Udo Sommerer in den Ruhestand. Geschäftsführer wurde Wim Messiaen, Regionalmanager für Mittel- und Osteuropa des Geschäftsbereichs Etex Dach.
Zum 1. September 2018 übernahmen die Manager der Etex Group Rolf Haberlah, Country Manager Facade, und Morten Hansen, Head of Operations Roofing and Facade, die Geschäftsführung von Wim Messiaen, der die Etex Group nach rund 15-jähriger Zugehörigkeit verließ. Intern führte Haberlah den Bereich Sales und Hansen den Bereich Operations.
Nachdem Morten Hansen zum 4. August 2020 als Geschäftsführer ausgeschieden war, wechselte die GmbH seit 1. Oktober 2020 ihren Namen in Etex Germany Exteriors und ihren Sitz von Heidelberg nach Beckum. Einziger Geschäftsführer bleibt ihr Country Manager und Managing Director Rolf Haberlah. Bis zu ihrer Verschmelzung zum 6. September 2022 mit der von Rolf Haberlah und Dirk Altgassen geführten Etex Holding GmbH, Heidelberg (bzw. Leimen), lebte der frühere Name in Deutschland noch in der Eternit Management Holding GmbH, Heidelberg, weiter, mit der die Gesellschaft nach Umbenennung einen Gewinnabführungsvertrag geschlossen hatte.
Mit einer Gesamtfläche von rund 300.000 m² ist das Beckumer Werk mit rund 450 Mitarbeitern der größte Standort des Unternehmens in Deutschland und das größte produzierende Fassadenwerk der Etex. Zum Standort Heidelberg gehören die Farbenfabrik sowie ein Verwaltungsgebäude mit insgesamt rund 65 Mitarbeitern.
Bis 2025 will das Unternehmen 100 Millionen Euro in beide Standorte investieren. Einzelne Gebäude und Hallen werden nach den neuesten Energiestandards saniert und neu isoliert, asbestzementhaltige Baumaterialien an Dach und Fassade werden entsorgt und ersetzt. In Heidelberg entsteht eine neue Lagerhalle. In Beckum wurden bereits 2019 eine neue Lagerhalle und ein neues Logistikzentrum in Betrieb genommen.

## Produkte
Die Etex Germany Exteriors GmbH fokussiert sich mit den Produktreihen Equitone, Cedral und Eternit auf Produkte und Systemlösungen für Dächer, Fassaden und Terrassen aus Faserzement. Die Marke Equitone richtet sich an Architekten und beinhaltet großformatige Fassadentafeln mit unterschiedlichen Oberflächen. Die Marke Cedral ist mit langen schmalen Fassadenpanelelen, kleinformatigen Dach- und Fassadenplatten sowie Terrassendielen auf den privaten Wohnungsbau fokussiert. Unter dem Markennamen Eternit vertreibt das Unternehmen das gesamte Wellplattensortiment, das vornehmlich Einsatz in der Landwirtschaft findet.

## Standorte
Die Etex Germany Exteriors GmbH ist in Deutschland an zwei Standorten vertreten:
- Beckum in Westfalen: Geschäftsleitung, Eternit Akademie, Marketing- und Öffentlichkeitsarbeit
  - Produktion von Fassadentafeln, Holzzementplatten, Bauplatten und Dachplatten
- Heidelberg: Farbenfabrik, Eternit Akademie, Verwaltungsgebäude,
  - Produktion von Farben

## Unternehmensarchitektur
Für den Bau zweier Hauptwerke wurden renommierte Architekten engagiert: Ernst Neufert für den Standort Heidelberg (ab 1954) und Paul Baumgarten für das Werk in Berlin-Rudow (1956–1958). Ernst Neufert – Autor der Bauentwurfslehre, Professor an der Technischen Hochschule Darmstadt – entwickelte den kompletten Masterplan und errichtete in Heidelberg neben großen Fabrikhallen, Kantine, Pförtnerhaus und zuletzt ein Bürogebäude für die Hauptverwaltung im Jahr 1964. Paul Baumgarten übernahm für Eternit ab 1956 den Bau der Werksanlagen in Rudow, sorgte aber auch für die Präsenz im öffentlichen Stadtraum: Bereits 1955 wurde nach seinen Plänen in Berlin-Grunewald das Gästehaus des Unternehmens errichtet. 1957 folgte das als „Eternithaus“ bekannt gewordene Wohn- und Ausstellungsgebäude, das als Projekt der Internationalen Bauausstellung „Interbau“ in prominenter Nachbarschaft im Hansaviertel entstand. Seit 2004 ist die Berliner Architektin Astrid Bornheim mit der Weiterentwicklung der Corporate Architecture beauftragt.

## Egon-Eiermann-Preis
Seit 1991 verleiht Etex Germany Exteriors den Egon-Eiermann-Preis an Studierende und junge Absolventen der Fachrichtung Architektur. Ganz im Geiste Egon Eiermanns werden mit dem Ideenwettbewerb innovative Architekturentwürfe von gesellschaftlicher Relevanz gefördert. Der Preis wird alle zwei Jahre ausgelobt und ist mit insgesamt 5000 Euro dotiert.

## Archiv der Etex Germany Exteriors GmbH
Das Archiv der Etex Germany Exteriors GmbH hat sich in der Vergangenheit an verschiedenen Ausstellungen beteiligt, etwa an „Feuerfest“. Asbest – Zur Geschichte eines Umweltproblems, Ausstellungskatalog Deutsches Hygiene-Museum Dresden, Dresden 1991 – oder – „z. B. Asbest“ Ein Stein des Anstoßes. Kulturelle und soziale Dimensionen eines Umweltproblems, Ausstellungskatalog Heimatmuseum Neukölln, Neukölln/Berlin 1990.